# آخیم هیل
آخیم هیل (آلمانی: Achim Hill؛ ۱ آوریل ۱۹۳۵ – ۴ اوت ۲۰۱۵) قایقران روئینگ اهل آلمان شرقی بود.
وی در مسابقات کشوری و بین‌المللی در مجموع برندهٔ ۱ مدال طلا، ۲ مدال نقره شده‌است.